# Monte Cristallo
Der Monte Cristallo (dt. Kristallberg) ist mit einer Höhe von 3221 m s.l.m. der höchste Berg der Cristallogruppe in den Dolomiten. Er wurde am 14. September 1865 von Paul Grohmann, Angelo Dimai und Santo Siorpaes zum ersten Mal bestiegen.

## Lage und Umgebung
Der Monte Cristallo liegt im Nordosten Italiens in der Region Venetien. Er befindet sich nordöstlich von Cortina d’Ampezzo und überragt das Valle del Boite (Boitetal). Das Cristallo-Massiv ist umgeben von Pragser Dolomiten, Sextner Dolomiten mit den Drei Zinnen und den Tofanen. Östlich unterhalb befindet sich der Misurinasee.

## Besteigung
Ausgangspunkt für die leichteste Besteigung des Monte Cristallo ist der Passo Tre Croci auf einer Höhe von 1.809 Metern. Von dort geht es über Grava di Cerigeres und Passo del Cristallo auf den Gipfel.

## Rezeption
Um den Monte Cristallo dreht sich der mystische Bergfilm Das blaue Licht aus dem Jahr 1932.